# Centrale nucléaire de Byron
La centrale nucléaire de Byron est située dans le comté d'Ogle dans l'État de l'Illinois.

## Description
La centrale a été construite par Babcock et Wilcox et elle est équipée de deux réacteurs à eau pressurisée (REP) construits par Westinghouse :
- Byron 1 : 1194 MWe, mis en service en 1985,
- Byron 2 : 1162 MWe, mis en service en 1987.

La centrale de Byron a été construite pour Commonwealth Edison et à l'heure actuelle elle appartient et elle est exploitée par Exelon Corporation. 

Byron a une jumelle avec la Centrale nucléaire de Braidwood qui est construite sur les mêmes bases, les différences d'installation sont mineures.

## Incidents
Depuis 1993, le personnel d'entretien avait décidé d’utiliser l'eau des circuits vitaux de refroidissement des réacteurs pour des pompes auxiliaires, ce qui aurait empêché le système de refroidissement de fonctionner normalement en raison d'un manque d'eau.